# Yaxley (Cambridgeshire)
Pour les articles homonymes, voir Yaxley.
Yaxley est un village d'Angleterre dans le Cambridgeshire.

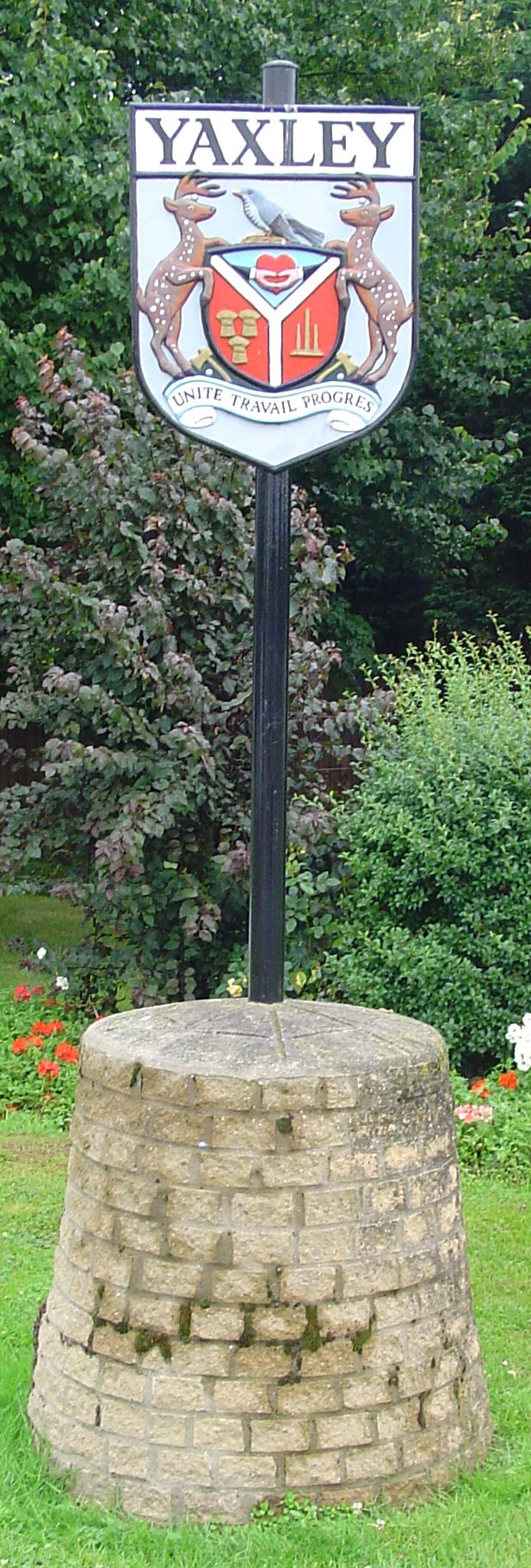
Panneau de village

## Économie
Greaves Motorsport, une écurie britannique de sport automobile, est basée dans la ville. 